# Mobbar
Mobbar è una delle ventisette aree a governo locale (local government areas) in cui è suddiviso lo stato di Borno, nella Repubblica Federale della Nigeria.
Si estende su una superficie di 2.790 chilometri quadrati e conta una popolazione di 116.654 abitanti.